# Güllefass

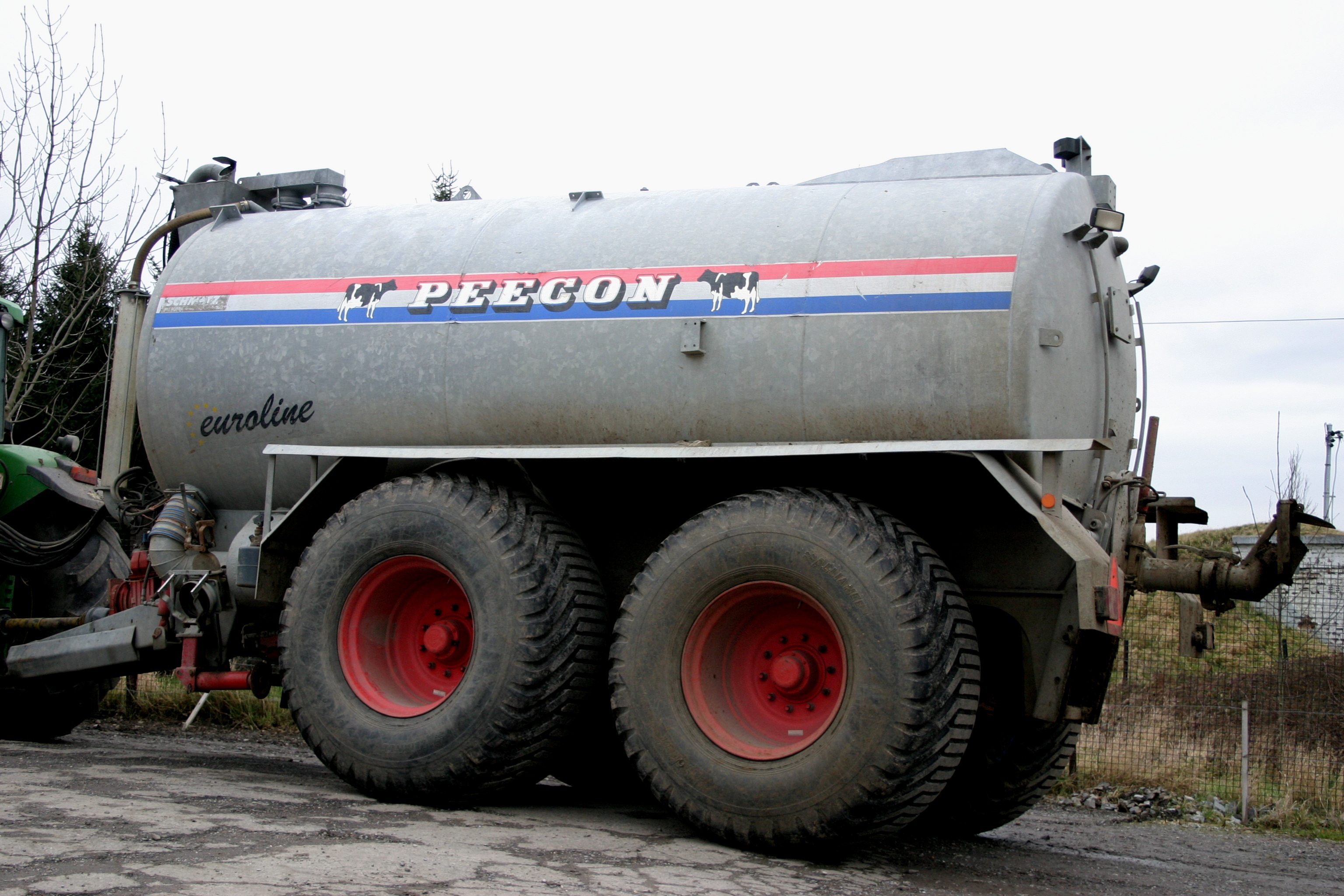
Güllefass mit Prallteller als Verteileinrichtung

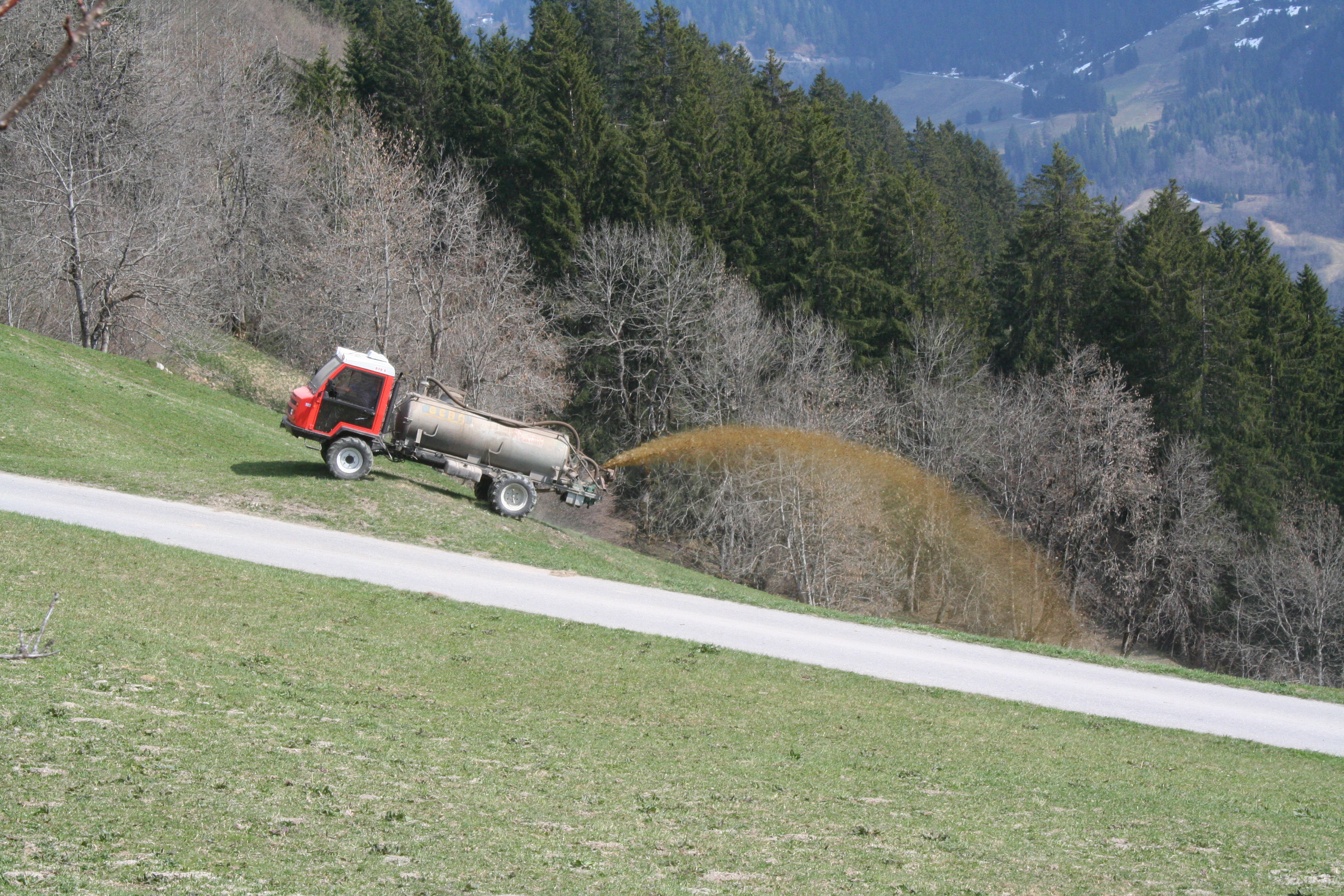
Auf Trägerfahrzeug (Reform Muli) aufgebautes Güllefass in Aktion

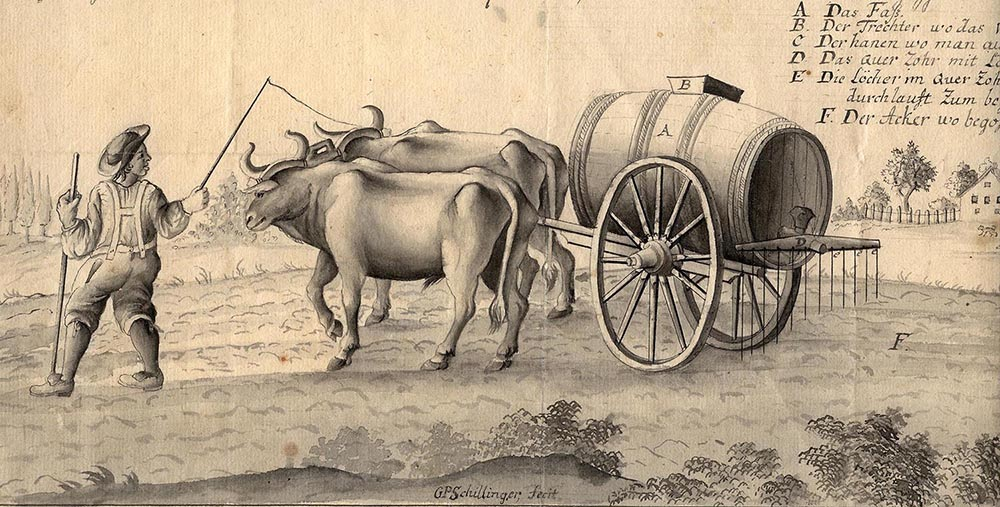
Güllewagen, Darstellung aus dem 18. Jahrhundert

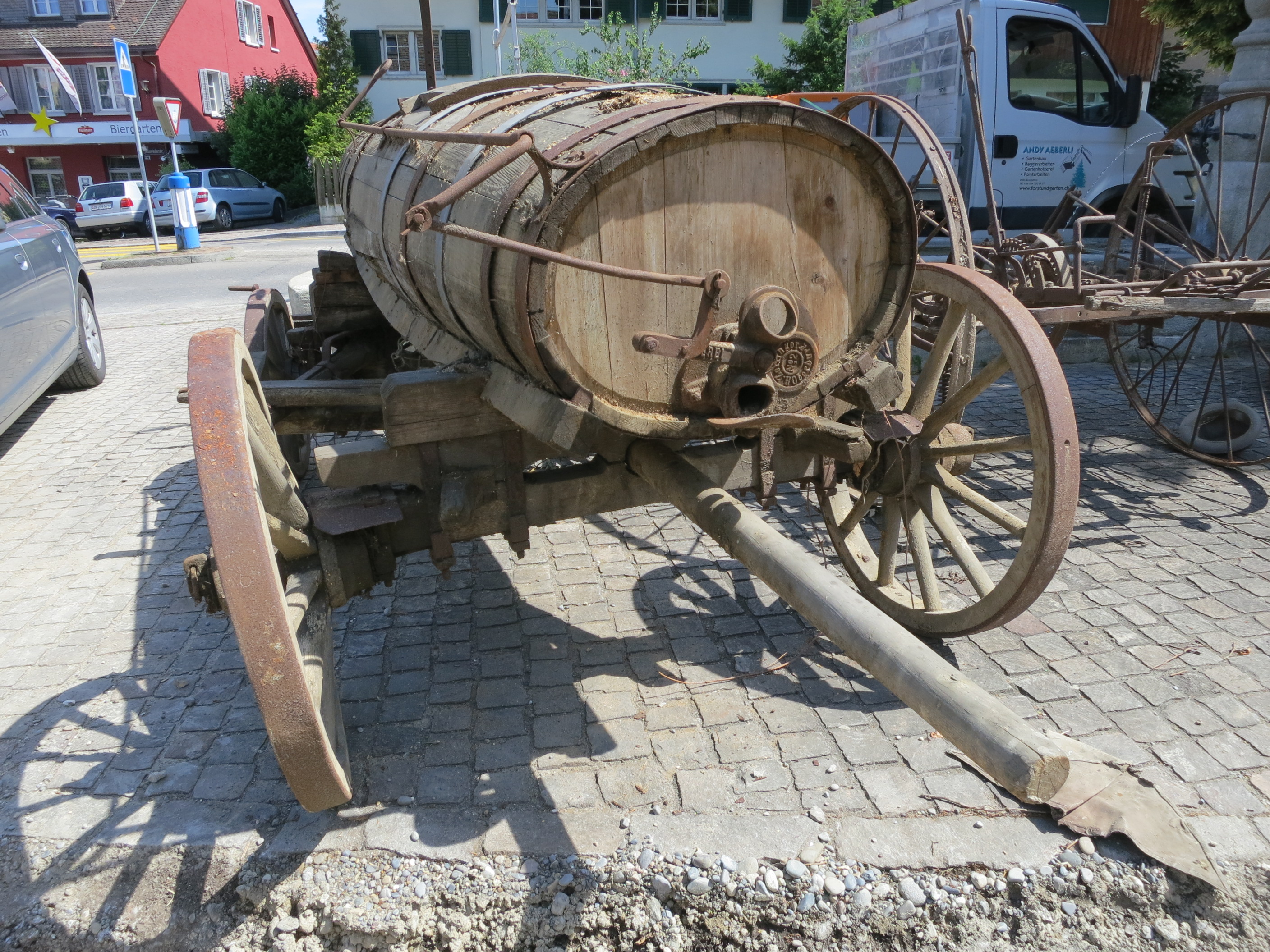
Historisches Güllefass aus Holz

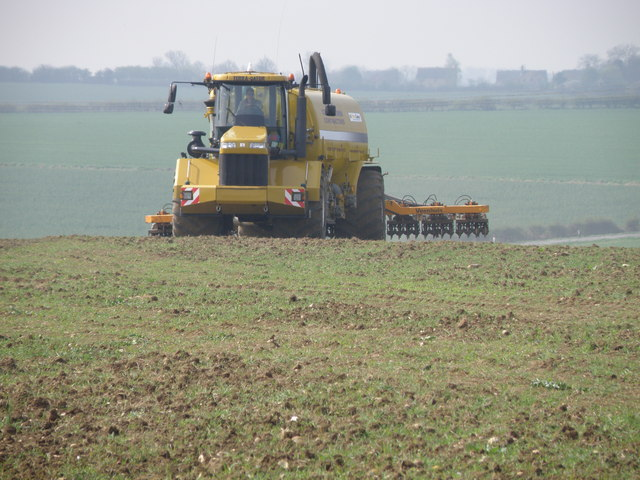
Gülle-Selbstfahrer im Hundegang zur Verringerung der Bodenverdichtung

Ein Güllefass ist ein landwirtschaftliches Gerät zur Ausbringung von Gülle bzw. Jauche auf Feldern oder Grünland. Güllefässer verfügen vielfach über ein eigenes Anhängerfahrwerk, es gibt aber auch Geräte zum Aufbau auf ein Trägerfahrzeug. Soweit das Güllefass als Anhänger konstruiert ist (Güllewagen, Jauchewagen (siehe auch Kesselwagen bei der Eisenbahn)), wird es von einem Traktor gezogen; die Pumpvorrichtung des Fasses wird über die Zapfwelle des Zug- bzw. Trägerfahrzeuges angetrieben. Bei den als Anhänger gebauten Güllefässern besteht teilweise die Möglichkeit, über die Wegezapfwelle des Traktors die Anhängerachse anzutreiben (sogenannte Triebachse). Zur Verbesserung der Traktion wird optional ein Topzylinder eingesetzt, der mehr Last auf die Vorderachse des Zugfahrzeuges bringt.

## Vakuum-Tankwagen
Beim Vakuum-Tankwagen wird durch eine Vakuumpumpe, meist eine Drehschieberpumpe, der Behälter des Güllefasses beim Befüllvorgang unter Vakuum gesetzt und dadurch die Gülle in den Behälter gesaugt. Für die Entleerung wird der Kompressor umgeschaltet, so dass im Behälter ein Überdruck erzeugt wird und somit die Gülle unter Druck aus dem Behälter gedrückt wird. In Hinblick auf Druck bzw. Unterdruck ergeben sich für die Bauweise des Behälters erhöhte Anforderungen.
Um die Befüllung des Vakuumwagens – insbesondere bei zähflüssiger Gülle – zu verbessern, werden häufig hydraulisch angetriebene Befüllbeschleuniger eingesetzt. Zum einen kann der Befüllvorgang beschleunigt und zum anderen über den reinen Vakuum-Effekt hinaus ein höherer Befüllgrad erreicht werden.
Die Vakuumpumpe kommt im Unterschied zu Drehkolben- bzw. Exzenterschneckenpumpen nicht mit der Gülle in Berührung. Die Vakuumpumpe kann daher hinsichtlich des Verschleißes als günstiger angesehen werden.
Da dem Vakuum sowie dem Druck im Inneren des Behälters eines Güllewagens Grenzen gesetzt sind (EU-Druckgeräte-Richtlinie), ergeben sich bei großen Saugtiefen oder Ausbringbreiten Grenzen der Leistungsfähigkeit.

## Verdrängerpumpen-Tankwagen

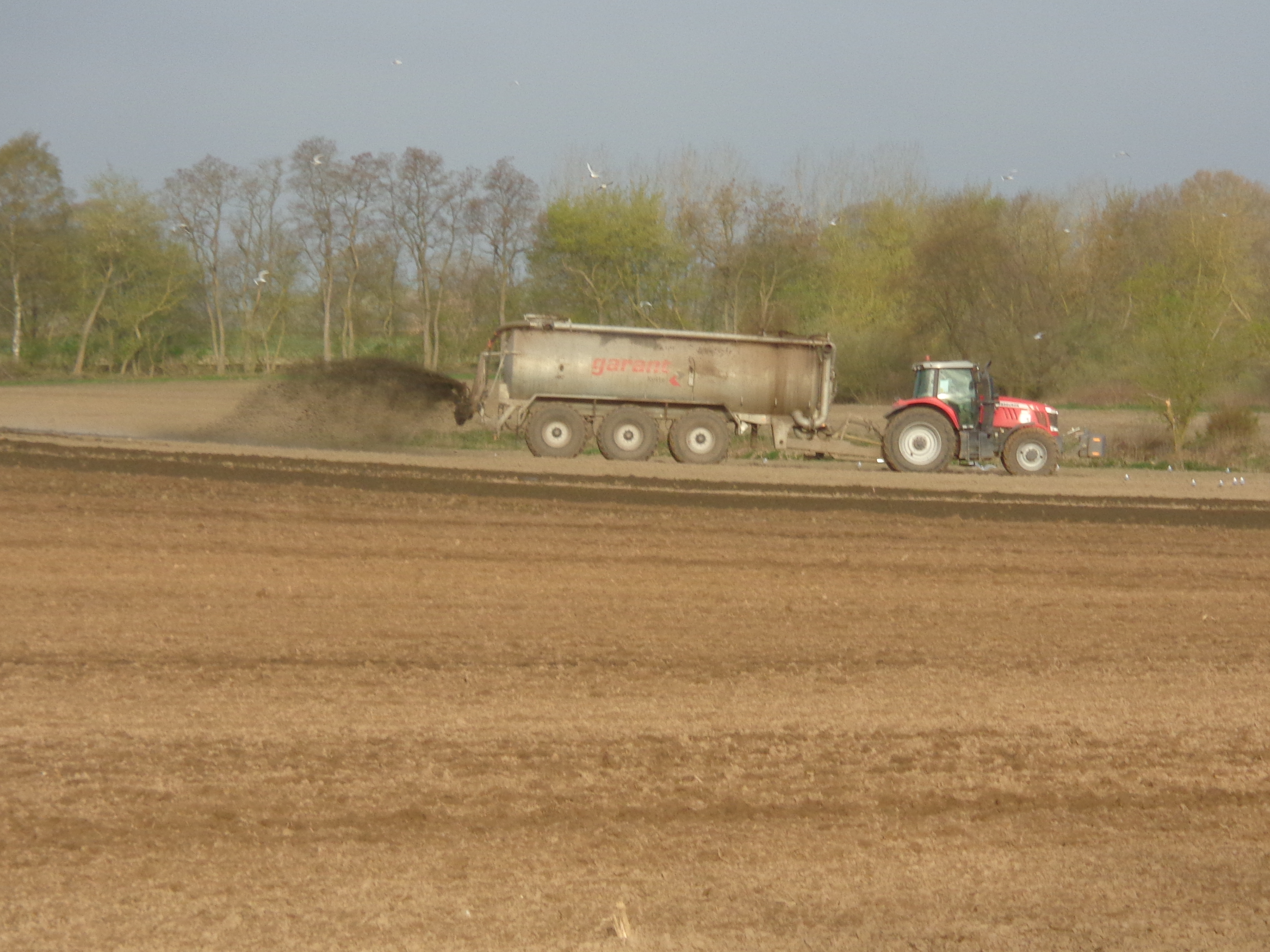
Pumptankwagen

Beim Verdrängerpumpen-Tankwagen, auch Pump-Tankwagen genannt, wird die Gülle mit einer Drehkolben- bzw. Exzenterschneckenpumpe aus der Güllegrube angesaugt und in den Tankwagen gepumpt. Zum Ausbringen wird dann mittels Dreiwegehähnen oder Schiebern die Gülle aus dem Tank über die Pumpe zum Verteilgerät geleitet. Eine Änderung der Drehrichtung der Pumpe wird nicht durchgeführt und die Ansaug- bzw. Druckseite der Pumpe bleibt gleich. Beim Pumptankwagen kommen im Behälterbau oft Verbundwerkstoffe wie GFK (Glasfaserverstärkter Kunststoff) anstelle von Stahl zum Einsatz. Diese Materialien bringen einen großen Gewichtsvorteil, so dass eine höhere Nutzlast des Fasses möglich ist.
Im Unterschied zu Vakuum-Güllewagen kommt die Pumpe mit dem zu fördernde Medium, also der Gülle, in Berührung, so dass in der Regel ein höherer Verschleiß auftritt. Um die Pumpe vor Fremdkörpern zu schützen, werden häufig Steinfangkästen oder Schneidwerke eingesetzt.

## Kreiselpumpen-Tankwagen
Beim Kreiselpumpen-Tankwagen, auch Schleuder-Tankwagen genannt, ist ein selbständiges Ansaugen aus der Güllegrube nicht möglich, da kein Unterdruck erzeugt werden kann. Das Befüllen des Tankwagens geschieht mit einer externen Güllepumpe oder einer Pumpstation, welche stationär an der Güllegrube verbleibt. Zum Ausbringen wird durch eine Kreiselpumpe am Ende des Tankwagens die Gülle so beschleunigt und in einen Kanal gedrückt, dass die Gülle mit Überdruck gegen einen Prallkopf oder ein anderes Verteilgerät weitergeleitet wird. Beim Schleuder-Tankwagen bedarf es ebenfalls nicht eines druck- bzw. vakuumfesten Tankes, so dass auch bei diesen im Vergleich zum Vakuum-Tankwagen eine höhere Nutzlast möglich ist.

## Verteiltechnik

### Breitverteiler
Breitverteiler verteilen die Gülle flächig auf eine bestimmte Breite. Sie sind bei Grünland meist die bessere Wahl. Die Arbeitsbreite erreicht dabei bis ca. 18 m.
- Bei Pralltellern wird die Gülle auf ein rundes Prallblech geleitet, das den Strahl nach oben wegleitet und verteilt. Prallteller sind seit Anfang 2016 in Deutschland aufgrund schlechter Verteilgenauigkeit und erhöhter Emissionen nicht mehr zulässig.[2]
- Der Pendel- oder Schwenkverteiler verteilt durch Pendelbewegung die Gülle. Sie bleibt dabei grobtropfig, ist damit stickstoffverlustarm, und weist dabei eine gute Verteilgenauigkeit auf.
- Prallkopfverteiler lenken den Güllestrahl nach unten und seitlich ab. Die Gülle trifft dabei senkrecht auf ein glattes oder gebogenes Blech auf. Sie sind auch bekannt als „Schwanenhalsverteiler“

### Exaktverteiler
Exaktverteiler teilen durch eine Zwangszuführung jedem Bereich der Fläche die gleiche Menge an Flüssigmist zu. Sie sind deutlich kostenintensiver als die Breitverteiler. Bei der Ausbringung auf unbestelltes Ackerland kann eine gleichzeitige Einarbeitung mittels Schwergrubber oder Scheibenegge erfolgen. Die Arbeitsbreite sinkt hier aufgrund des Zugkraftbedarfs von sonst max. 24 m auf in der Regel etwa 5 m; bei entsprechender Motorisierung sind allerdings auch Grubberinjektoren mit über 10 m Arbeitsbreite möglich.
- Beim Schleppschlauch wird die Gülle in Schläuche eingeleitet, die hinter dem Gerät über den Boden schleifen, und wird so direkt auf den Boden geleitet. Dieses Verfahren hat den besonderen Vorteil einer verminderten Geruchsbelästigung sowie geringerer Verluste an Stickstoff etc. Zudem bietet diese Technik Vorteile, wenn das Saatgut bereits aufgelaufen ist, da die grünen Teile der Pflanzen weniger mit der Gülle in Kontakt kommen und deshalb weniger verätzt werden. Für Grünland ist der Schleppschlauch weniger gut geeignet, da das Gras durch die Schläuche Schaden nehmen kann und die Gülle direkt auf das Gras aufgebracht wird, da der Bewuchs zu dicht ist, als dass die Gülle direkt auf den Boden gelangen könnte. Zudem ist die Ausbringung in Streifen ungleichmäßig und nicht alle Bereiche erhalten die gleiche Güllemenge.

- Beim Schleppschuhverteiler (auch: Schlitzschuhverteiler) wird die Gülle aus den Schläuchen mit zusätzlichen Metallkufen direkt in die Grasnarbe geritzt. Der Einsatzschwerpunkt liegt hier auf dem Grünland.

- Beim Güllegrubber befinden sich am Ende des Tankwagens Grubberzinken mit hinter diesen angeordneten Schläuchen, über die die Gülle in die vom Grubberschar gezogene Erdrinne fließt. Die zurückfallende, aufgelockerte Erde deckt den ausgebrachten Flüssigmist sogleich ab.

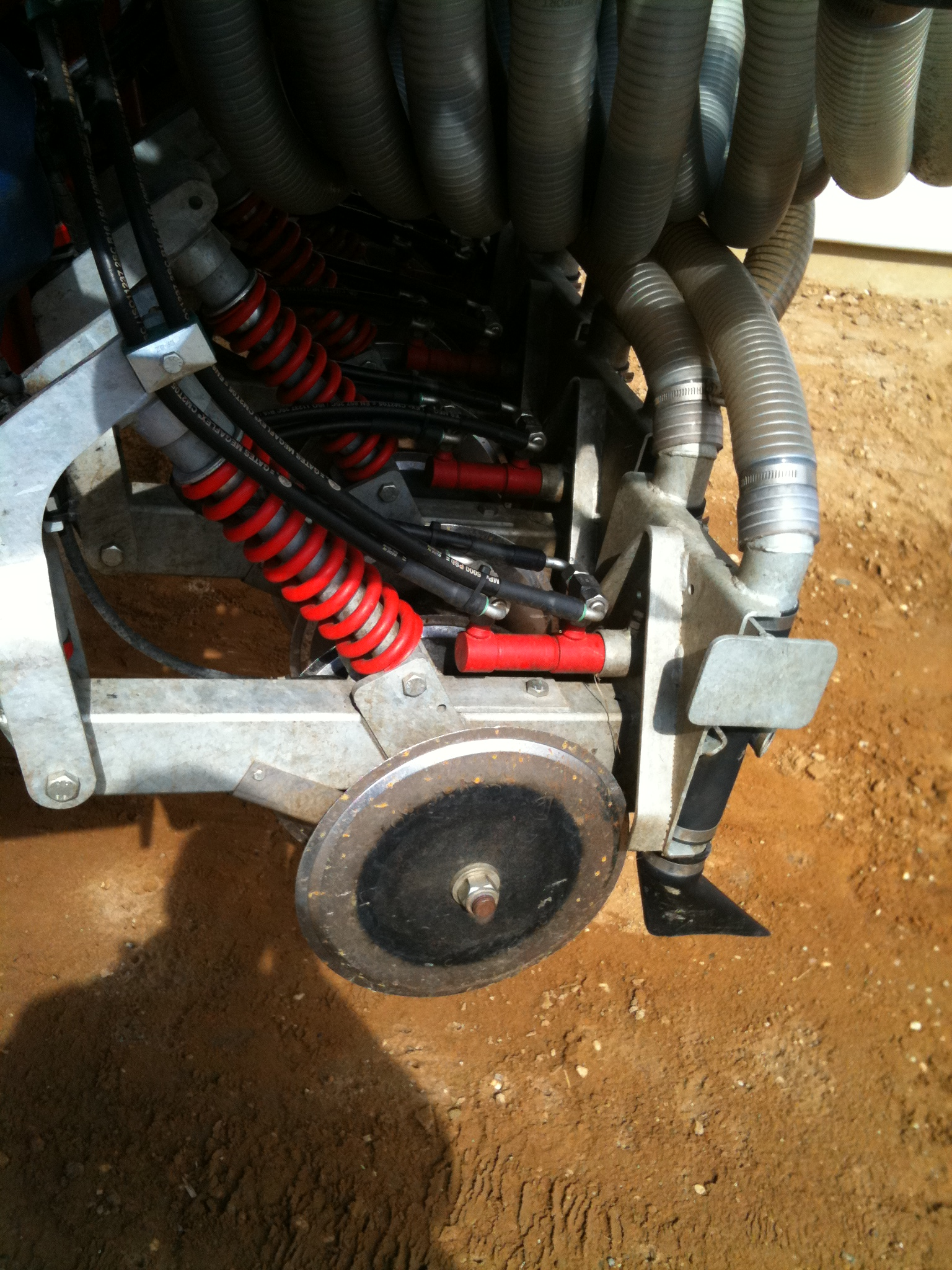
Scheibeninjektor
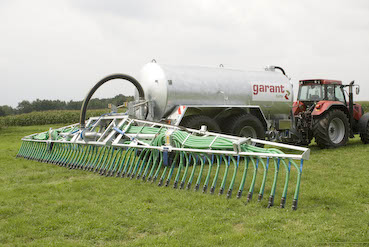
Schleppschuhverteiler
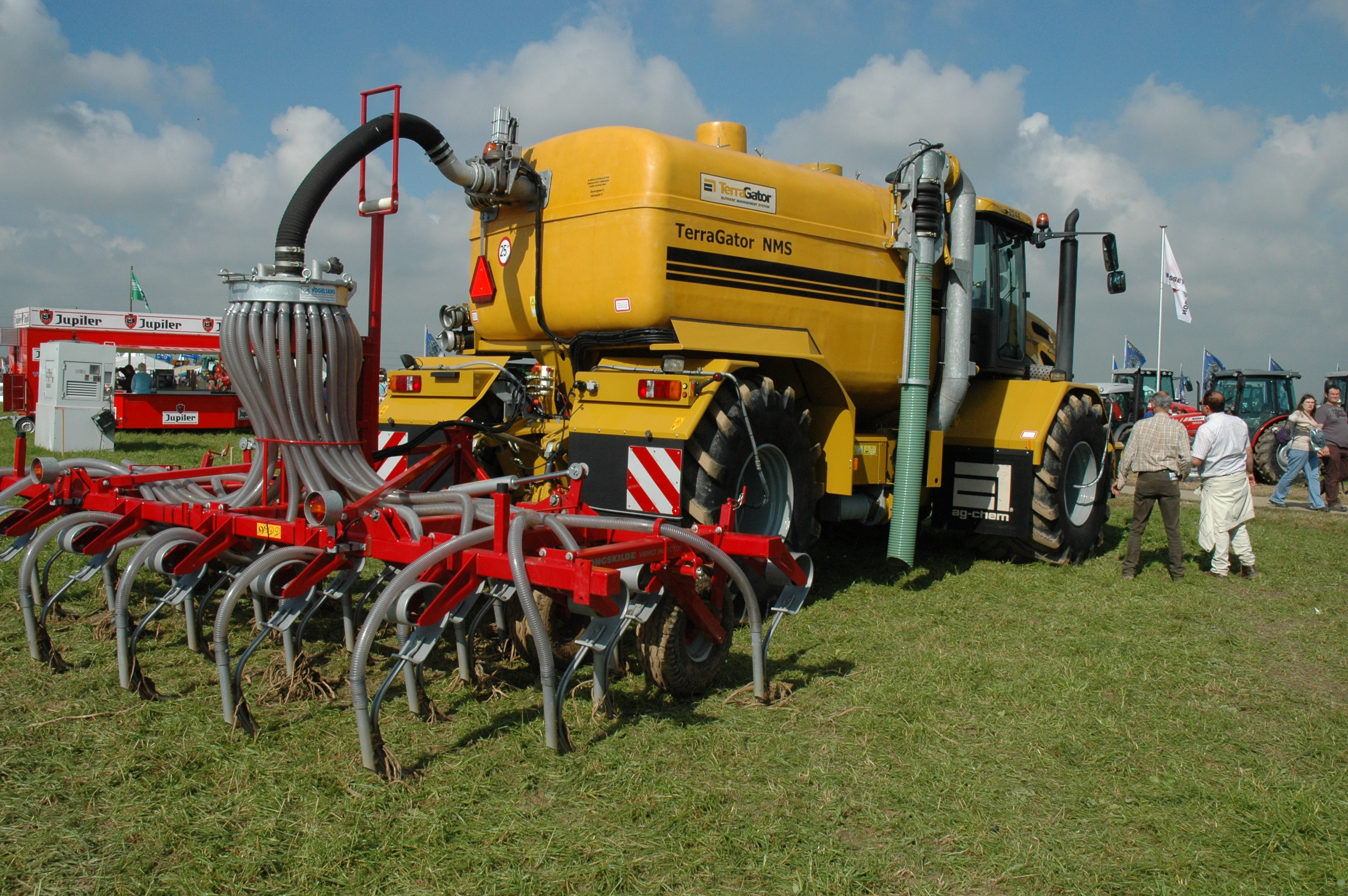
Güllegrubber

### Mehrfachdüsenverteiler
Dieses System ist eine Kreuzung der beiden oberen Verteilverfahren. Hier wird über Schläuche der Flüssigmist zu zwei oder mehreren kleinen Breitverteilern geleitet. Damit werden die Vorzüge der genauen Verteilung der Exaktverteiler und der breitflächigen Ausbringung der Breitverteiler vereinigt.